# TCM (España)
TCM es un canal de televisión por suscripción español de origen estadounidense, lanzado en 1998 como la filial local de la marca TCM. El canal centra su programación en películas clásicas; es propiedad de Warner Bros. Discovery y está operado por Warner Bros. Discovery EMEA.

## Historia
TCM se lanzó en España en 1998. El 1 de febrero de 2007, fue lanzado un segundo canal llamado TCM Clásico, dedicado a la emisión de películas antes de la década de 1960, mientras que TCM relegó su enfoque a filmes a partir de esa fecha. El 1 de febrero de 2012, TCM Clásico es relanzado como TCM Autor, cuya programación se centraba en el cine de autor, mientras que TCM volvió a emitir películas clásicas. El 1 de septiembre de 2013, TCM Autor finalizó emisiones por el lanzamiento de TCM HD, la señal en alta definición del canal.

## Programación
TCM emite películas clásicas como Casablanca tanto como películas modernas como Argo. Los filmes son ofrecidos como especiales de programación temáticos o dedicados a un personaje, sea director u actor.
La programación del canal se completa con documentales de temática cinematográfica, entrevistas y reportajes relacionados con el cine. El canal retransmite, además, eventos cinematográficos, como la entrega de los premios BAFTA.
El 14 de abril de 2016, TCM anunció la producción de El sueño imposible de David Lean, un documental sobre Nostromo, una película a la que el director británico David Lean dedicó los últimos años de su vida pero que nunca llegó a rodar. El canal mantiene colaboraciones con otras marcas e instituciones cuya actividad está también relacionada con el cine. En el Festival Internacional de cine de San Sebastián patrocina los Encuentros TCM Zinemaldía, un evento diario en el que el periodista Juan Zavala entrevista a algunos de los protagonistas de la jornada en el festival. Con la Cadena Ser coproduce el programa de radio sobre cine Sucedió una noche, presentado y dirigido por Antonio C. Martínez. Asimismo, ha colaborado con la Academia del Cine Español en la iniciativa Nuestra memoria: el cine español, que trata de preservar los recuerdos de los profesionales de cine españoles más relevantes a través de entrevistas.